# همبورگ-بودانژ
همبورگ-بودانژ (به فرانسوی: Hombourg-Budange) یک کمون در فرانسه است که در Canton of Metzervisse واقع شده‌است.

## خصوصیات
همبورگ-بودانژ ۱۵٫۴۴ کیلومترمربع مساحت و ۴۰۵ نفر جمعیت دارد و ۲۸۰ متر بالاتر از سطح دریا واقع شده‌است.